# Ramosetrona
Ramosetrona é um antagonista do receptor 5-HT3 da serotonina, utilizado em tratamentos de náusea e vômito.